# Карлтон, Эндрю
Э́ндрю Джеймс Ка́рлтон (англ. Andrew James Carleton; 22 июня 2000, Паудер-Спрингс, Джорджия, США) — американский футболист, левый полузащитник.

## Клубная карьера
9 июня 2016 года 15-летний Карлтон был подписан будущей командой MLS «Атланта Юнайтед», которая должна была начать выступления в лиге с сезона 2017, в качестве её первого доморощенного игрока.
Вторую половину сезона 2016 Эндрю провёл на правах аренды в клубе USL «Чарлстон Бэттери». Его профессиональный дебют состоялся 7 сентября 2016 года в матче «Чарлстон Бэттери» с «Монреалем».
В составе «Атланты Юнайтед» в MLS Карлтон дебютировал 21 мая 2017 года в матче против «Хьюстон Динамо», где на 86-й минуте он вышел на замену вместо Мигеля Альмирона. 21 апреля 2018 года в матче за фарм-клуб «Атланта Юнайтед 2», против «Луисвилл Сити», забил свой первый гол в профессиональной карьере. 6 июня 2018 года в матче четвёртого раунда Открытого кубка США против «Чарлстон Бэттери» забил свой первый гол за основную «Атланту Юнайтед».
25 июня 2019 года Карлтон не смог вылететь в Канаду на матч против «Торонто» из-за отсутствия паспорта, в связи с чем подвергся критике со стороны главного тренера «Атланты Юнайтед» Франка де Бура за непрофессионализм и был переведён во вторую команду.
24 января 2020 года Карлтон был отдан в аренду клубу Чемпионшипа ЮСЛ «Инди Илевен» на сезон 2020. Дебютировал за «Инди Илевен» 7 марта 2020 года в матче стартового тура сезона против «Мемфиса 901». 30 сентября 2020 года в матче против «Спортинга Канзас-Сити II» забил свой первый гол за «Инди Илевен».
По окончании сезона 2020 «Атланта Юнайтед» не продлила контракт с Карлтоном.
В апреле 2021 года Карлтон присоединился к клубу Национальной премьер-лиги «Джорджия Сторм», за который забил четыре гола в девяти матчах.
11 сентября 2021 года Карлтон подписал контракт с клубом чемпионата Коста-Рики «Хикараль Серкоба».
9 марта 2022 года Карлтон присоединился к клубу Чемпионшипа ЮСЛ «Сан-Диего Лойал». Дебютировал за «СД Лойал» 23 марта в матче против «Талсы». 16 апреля в матче против «Луисвилл Сити» забил свой первый гол за «СД Лойал». По окончании сезона 2022 «Сан-Диего Лойал» не продлил контракт с Карлтоном.
25 января 2023 года Карлтон подписал контракт с клубом «Лас-Вегас Лайтс». Дебютировал за «Лайтс» 12 марта в матче стартового тура сезона 2023 против «Рио-Гранде Валли Торос». 8 июля в матче против «Бирмингем Легион» забил свой первый гол за «Лайтс».

## Международная карьера
Карлтон в составе сборной США до 17 лет участвовал в юношеских чемпионатах КОНКАКАФ и мира 2017 года.

## Достижения
Командные
 «Атланта Юнайтед»
- Чемпион MLS (обладатель Кубка MLS): 2018
- Обладатель Открытого кубка США: 2019
- Обладатель Campeones Cup: 2019

## Статистика выступлений
| Выступление                   | Выступление      | Выступление      | Лига | Лига | Плей-офф | Плей-офф | Кубок | Кубок | ЛЧ КОНКАКАФ | ЛЧ КОНКАКАФ | Итого | Итого |
| Клуб                          | Лига             | Сезон            | Игры | Голы | Игры     | Голы     | Игры  | Голы  | Игры        | Голы        | Игры  | Голы  |
| ----------------------------- | ---------------- | ---------------- | ---- | ---- | -------- | -------- | ----- | ----- | ----------- | ----------- | ----- | ----- |
| Чарлстон Бэттери (аренда)     | USL              | 2016             | 3    | 0    | 1        | 0        | —     | —     | —           | —           | 4     | 0     |
| Чарлстон Бэттери (аренда)     | Итого            | Итого            | 3    | 0    | 1        | 0        | —     | —     | —           | —           | 4     | 0     |
| Атланта Юнайтед               | MLS              | 2017             | 1    | 0    | 0        | 0        | 1     | 0     | —           | —           | 2     | 0     |
| Атланта Юнайтед               | MLS              | 2018             | 7    | 0    | 0        | 0        | 2     | 1     | —           | —           | 9     | 1     |
| Атланта Юнайтед               | MLS              | 2019             | 3    | 0    | 0        | 0        | 3     | 0     | 0           | 0           | 6     | 0     |
| Атланта Юнайтед               | Итого            | Итого            | 11   | 0    | 0        | 0        | 6     | 1     | 0           | 0           | 17    | 1     |
| Атланта Юнайтед 2 (фарм-клуб) | USLC             | 2018             | 14   | 2    | —        | —        | —     | —     | —           | —           | 14    | 2     |
| Атланта Юнайтед 2 (фарм-клуб) | USLC             | 2019             | 15   | 5    | —        | —        | —     | —     | —           | —           | 15    | 5     |
| Атланта Юнайтед 2 (фарм-клуб) | Итого            | Итого            | 29   | 7    | —        | —        | —     | —     | —           | —           | 29    | 7     |
| Инди Илевен (аренда)          | USLC             | 2020             | 14   | 1    | —        | —        | —     | —     | —           | —           | 14    | 1     |
| Инди Илевен (аренда)          | Итого            | Итого            | 14   | 1    | —        | —        | —     | —     | —           | —           | 14    | 1     |
| Хикараль Серкоба              | Примера Дивисьон | 2021/22          | 1    | 0    | —        | —        | —     | —     | —           | —           | 1     | 0     |
| Хикараль Серкоба              | Итого            | Итого            | 1    | 0    | —        | —        | —     | —     | —           | —           | 1     | 0     |
| Сан-Диего Лойал               | USLC             | 2022             | 26   | 1    | 1        | 0        | 1     | 0     | —           | —           | 28    | 1     |
| Сан-Диего Лойал               | Итого            | Итого            | 26   | 1    | 1        | 0        | 1     | 0     | —           | —           | 28    | 1     |
| Лас-Вегас Лайтс               | USLC             | 2023             | 27   | 2    | —        | —        | 1     | 0     | —           | —           | 28    | 2     |
| Лас-Вегас Лайтс               | Итого            | Итого            | 27   | 2    | —        | —        | 1     | 0     | —           | —           | 28    | 2     |
| Всего за карьеру              | Всего за карьеру | Всего за карьеру | 111  | 11   | 2        | 0        | 8     | 1     | 0           | 0           | 121   | 12    |